# برادران بنیان‌گذار
برادران بنیان‌گذار: نسل انقلابی یک کتابِ برندهٔ جایزهٔ پولیتزر(در سال ۲۰۰۱) است که جوزف(یوسف) الیس، استاد تاریخ، آن را نوشته است. کتاب به بررسیِ تعاملاتِ انتخاب‌شده در میان گروهی از افرادِ با استعداد و ناقص می پردازد. تعاملاتی که عمیقاً بر توسعهٔ اولیهٔ ایالات متحده تأثیر گذاشتند.
در سال ۲۰۰۲، شبکهٔ تاریخ یک مستندِ سه و نیم ساعته ساخت که موضوعات گوناگون کتاب را پوشش می‌داد. در سال ۲۰۱۱، الیس با همکاری دانش‌آموز سابقش، دالیا لزلی، بیانیه‌ای با موضوع برداشتِ یک اقتباس از کتاب برای فیلم بلند نوشت.

## بررسی اجمالی
کتاب، ارزیابی رویدادهای کلیدی‌ای در طول دههٔ پس از کنوانسیون قانون اساسی ۱۷۸۷ است.
کتاب این کار را نه به شیوه‌ای سیستماتیک یا جامع، بلکه با تمرکز بر نیم‌دوجین شخصیتِ سیاسی (جان آدامز، توماس جفرسون، جورج واشنگتن، جیمز مدیسون، الکساندر همیلتون و آرون بور) و موقعیت‌هایی که اعتقادات و دوستی‌های ایشان آزموده می‌شود، انجام می‌دهد.
نویسنده می‌گوید که این فن را از آثارِ لیتون استراچی در مورد شخصیت‌های برجستهٔ انگلیسی الهام گرفته است.
- فصل اول: دوئل؛ رقابتِ مرگبار سیاسی و شخصی بین آرون بر و الکساندر همیلتون را پوشش می‌دهد که در نهایت به دوئل بور-همیلتون منجر می‌شود که الیس آن را تا حدی به شور و شوق ناشی از انقلاب نسبت می‌دهد. تنها چند مورد «مشهورترین برخوردهای دو خودی در تاریخ آمریکا» شناخته شده است(صفحه ۲۰) که یکی از آن‌ها ماجرای بور و همیلتون است که با قایق‌های جداگانه به یک نقطهٔ خلوت پارو زدند و با فاصله ۱۰ قدم از یکدیگر، به هم تیراندازی کردند. همیلتون در سمت راستش مورد اصابت گلوله قرار گرفت و جان باخت.
- فصل دوم: شام؛ گفتگوها و مذاکرات محرمانه(مصالحهٔ ۱۷۹۰) را بررسی می‌کند که منجر به انتخاب حوالی رودخانه پوتوماک برای ساخت پایتخت ملی جدید، در ازای حمایت ویرجینیا از طرحِ مالیاتیِ همیلتون برای دولت مرکزی.
- فصل سوم: سکوت؛ توافق ضمنی بنیان‌گذارانِ کشور برای به‌تعویق‌انداختنِ بحث پیرامون مقررات برده‌داری در ایالات متحده را توصیف می‌کند و نتیجه می‌گیرد که هرگونه تلاشِ اولیه برای لغو، اتحادیه را پیش از اینکه فرصتی برای بنیان‌گذاری پیدا کند، محکوم به فنا می‌کند.
- فصل چهارم: خداحافظی؛ سخنرانیِ خداحافظی رئیس جمهور، جورج واشنگتن و دیدگاه‌هایش پیرامون بهترین مسیر برای ملت نوین را تشریح می‌کند و نگاهی ژرف به برخی از دیدگاه‌های پدران بنیان‌گذار در مورد موضوعاتی مانند معاهدهٔ جِی دارد.
- فصل پنجم: همکاران؛ دو رابطه مهم را تحلیل می‌کند. یکی بین جان آدامز و همسرش ابیگیل در دوران ریاست جمهوری او. و دیگری بین توماس جفرسون و جیمز مدیسون در همان دورهٔ زمانی.
- فصل ششم: دوستی؛ به مکاتبات گسترده بین آدامز و جفرسون در طول چهارده سالِ پایانی زندگیِ ایشان اختصاص یافته که دوستیِ از دست رفته‌یشان را احیا می‌کنند و زندگی آنان را شرح می‌دهد.

## بازخوردها
جویس اپلبی از واشنگتن پست بوک ورلد گفت: «منازعات جنجال‌آمیز و لفاظی‌های تاریخی این ملت‌سازانِ مشاجره‌آمیز شاید به‌عنوان خرده‌کاریِ بیش از حد تلقی شوند. الیس مسائل واقعی، مفروضات متحرک و ترس‌های پرخطری که آمریکایی‌ها در نخستین برخوردِ خود با ایدئولوژی‌ها و علایق سازمان‌یافته‌ای که ما حزب می‌نامیمشان یافته بودند را برای مخاطب آشکار می‌کند.»